# Xin Barag Youqi
Xin Barag Youqi (nowa prawa chorągiew Barag; chiń. 新巴尔虎右旗; pinyin: Xīn Bā’ěrhǔ Yòu Qí) – chorągiew w północno-wschodnich Chinach, w regionie autonomicznym Mongolia Wewnętrzna, w prefekturze miejskiej Hulun Buir. W 1999 roku liczyła 32 660 mieszkańców.